# 南天鉄塔
南天鉄塔（なんてん・てっとう）とは、かつて南インド（南天竺、南天）にあったといわれる鉄製の仏塔である。

## 伝説
伝説によれば、大日如来の所説の法門をその上首たる金剛薩埵が結集して、機を見て授けんとしてこの塔に蔵（おさ）め置いたところ、龍猛菩薩がついにこれを開いてその経典（『金剛頂経』あるいは『大日経』）を伝授したといわれている。
台密（天台宗の密教）では、『大日経』を発見した者は北インドの薪をとる木こりだとし、場外相伝とし、金剛頂経のみを塔内相承を主張する。しかし東密（真言宗の密教）では、両部の大経ともに龍猛が金剛薩埵から相承したと主張する。
空海は『教王経開題』に「この経及び大日経は並びにこれ龍猛菩薩、南天鉄塔中より誦出する所の如来秘密蔵の根本なり」と決択する。南天鉄塔誦出の伝説は『金剛頂経義訣』で、『金剛頂経』誦出は説いているが、『大日経』の流伝を説いていないため、かねてより東密でも鉄塔の誦出には論議がある。
この鉄塔について、随縁・法爾（ずいえん・ほうに）という2つの説がある。
随縁説は、実際の歴史上に存在したものとし、法爾説は竜樹の内心を指したもので、これを広くすれば衆生各自の心に先天的に存在する菩提心であるとする。この説によれば煩悩はこの菩提心を覆う鉄の扉とされる。
なお、日蓮は『開目抄』で「妙法蓮華経と申すは漢語なり。月支（がっし）には薩達磨分陀利伽蘇多攬（さっだるまふんだりきゃそたらん）と申す。善無畏三蔵の法華経の肝心真言に云く『曩謨三曼陀没駄南（帰命普仏陀）唵（三身如来）阿阿暗悪（開示悟入）薩縛勃陀（一切仏）枳攘（知）娑乞蒭毘耶（見）誐誐曩三娑縛（如虚空性）羅乞叉儞（離塵相也）薩哩達磨（正法）浮陀哩迦（白蓮華）蘇駄覧（経）惹（入）吽（遍）鑁（住）発（歓喜）縛曰羅（堅固）羅乞叉𤚥〈マン、牟＋含〉（擁護）吽（空無相無願）娑婆訶（決定成就）』此の真言は、南天竺の鉄塔の中の法華経の肝心の真言なり。此の真言の中に、薩哩達磨と申すは正法なり。薩と申すは正なり。正は妙なり。妙は正なり。正法華、妙法華是なり。又妙法蓮華経の上に、南無の二字ををけり。南無妙法蓮華経これなり」と、南天の鉄塔にあったのは『法華経』の題目であったなどと述べている。

## 比定
近代では、栂尾祥雲が地理的に南インドのキストナ河畔のアマラーヴァティー（skt: Amarāvatī）の大塔ではないかと推察している。
また日本人僧の佐々井秀嶺は、インドで不可触民の復権に携り仏教徒を増加させているが、そのきっかけが竜樹より受けたという夢告により単身インドへ向かったことで知られる。彼は、ナグプールとシルプール近郊のマンセル付近に南天鉄塔が存在したと確信して2001年から発掘作業を進めてマンセル遺跡を発掘した。

## 注
1. ↑  天台密教の秘経としての大日経
2. ↑  ・「週刊朝日」掲載（2004年6月25日号）　「日本人僧が発掘した　古代仏教遺跡」